# Arrondissement de Grünberg-en-Silésie

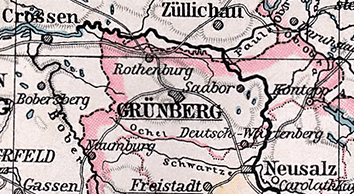
Arrondissement de Grünberg, 1905

L'arrondissement de Grünberg-en-Silésie est un arrondissement prussien de Silésie qui existe de 1742 à 1945. Son chef-lieu est la ville de Grünberg-en-Silésie, qui forme son propre arrondissement urbain de 1922 à 1933. L'ancien territoire de l'arrondissement fait maintenant partie de la voïvodie polonaise de Lubusz .

## Histoire
Après la conquête de la majeure partie de la Silésie par la Prusse en 1741, les structures administratives prussiennes sont introduites en Basse-Silésie par arrêté du cabinet royal du 25 novembre 1741. Cela comprend la création de deux chambres de guerre et de domaine à Breslau et Glogau ainsi que leur division en arrondissements et la nomination des administrateurs d'arrondissements le 1er janvier 1742.
Dans la principauté de Glogau, les arrondissements sont formés à partir des six anciens faubourgs silésiens existants de Freystadt, Glogau, Grünberg, Guhrau, Schwiebus et Sprottau, y compris l'arrondissement de Grünberg-en-Silésie. Christoph Erdmann von Nassau est nommé premier administrateur de l'arrondissement de Grünberg. De 1741 à 1808, l'arrondissement relève de la juridiction de la Chambre de guerre et de domaine de Glogau. Dans le cadre des réformes Stein-Hardenberg, il est ajouté en 1815 au district de Breslau de la province de Silésie.
Lors de la réforme de l'arrondissement du 1er janvier 1818 dans le district de Breslau, l'arrondissement de Grünberg reçoit les villages de Grunwald, Jäschane, Kolzig, Lipke, Neu Otternstädt et Schlabrendorf de l'arrondissement de Glogau,
Le 8 novembre 1919, la province de Silésie est dissoute. La nouvelle province de Basse-Silésie est formée des districts de Breslau et de Liegnitz. Le 1er avril 1922, la ville de Grünberg-en-Silésie forme son propre arrondissement urbain. Le 30 septembre 1929, une réforme régionale a lieu dans l'arrondissement de Grünberg-en-Silésie, comme dans le reste de l'État libre de Prusse, dans laquelle tous les districts de domaine sont dissous et attribués aux communes voisines
Le 1er octobre 1932, l'arrondissement de Grünberg-en-Silésie est temporairement élargi pour inclure la majeure partie de l'arrondissement dissous de Freystadt et une partie de l'arrondissement dissous de Sagan. Le 1er octobre 1933, ces territoires deviennent l'arrondissement de Freystadt-en-Basse-Silésie. restauré et l'arrondissement de Grünberg est réduit à sa taille ancienne. Pour compenser cela, la ville de Grünberg est à nouveau intégrée dans l'arrondissement,
Le 1er avril 1938, les provinces prussiennes de Basse-Silésie et de Haute-Silésie sont fusionnées pour former la nouvelle province de Silésie. Le 1er octobre 1938, l'arrondissement de Grünberg reçoit la commune de Lache de l'arrondissement de Fraustadt ainsi que les communes de Bruchdorf, Fleißwiese, Friedendorf, Kreutz, Ostlinde, Ostweide, Pfalzdorf, Ruden, Schönforst et Schwenten de l'arrondissement dissous de Bomst. Le 18 janvier 1941, la province de Silésie est dissoute. La nouvelle province de Basse-Silésie est formée des districts de Breslau et de Liegnitz.
En février 1945, l'Armée rouge conquiert la région et la place en juin 1945 sous l'administration de la République populaire de Pologne. Ils chassent ensuite la quasi-totalité de la population de l'arrondissement et installent des Polonais.

## Évolution de la démographie
| Année | Habitants | Source |
| ----- | --------- | ------ |
| 1795  | 31 996    | [ 13 ] |
| 1819  | 36 400    | [ 14 ] |
| 1846  | 49 579    | [ 15 ] |
| 1871  | 51 385    | [ 16 ] |
| 1885  | 52 764    | [ 17 ] |
| 1900  | 56 826    | [ 18 ] |
| 1910  | 61 501    | [ 18 ] |
|       |           |        |
| 1925  | 35 997    | [ 19 ] |
|       |           |        |
| 1939  | 65 739    | [ 19 ] |

## Administrateurs de l'arrondissement
- 1742–1752 00 Christoph Erdmann von Nassau (de)[4]
- 1752–1755 00 Gustav Christian von Prittwitz und Gaffron (de)[4]
- 1757–1783 00 Maximilian Adolph von Stentzsch (de)[4]
- 1783–1790 00 Friedrich Gottlob von Kottwitz (de)[4]
- 1790–1814 00 Johann Ernst von Stentzsch (de)[4]
- 1815-1834 00 Wilhelm von Nikisch
- 1834–1842 00 Friedrich zu Schönaich-Carolath (de)
- 1842-1867 00 Wilhelm Ernst Stephan von Bojanowski
- 1867–1887 00 Ernst Carl Thure von Klinckowstroem
- 1887-1892 00 Günther von Sehrer-Thoß
- 1892–1903 00 Joachim von Lamprecht
- 1903-1911 00 Hans Joachim von Brockhusen
- 1911-1917 00 Otto Junghann (de)
- 1917-1934 00 Hermann Ercklentz (de)
- 1934–193900 Arthur Joachim
- 1939-1942 00 Helmut Grande (de)
- 1942-1943 00 Herbert Suesmann (de)
- 1943-1945 00 Hubert Schönberg

## Constitution communaleale
Depuis le XIXe siècle, l'arrondissement de Grünberg-en-Silésie est divisé en villes, en communes rurales et en districts de domaine. Avec l'introduction de la loi constitutionnelle prussienne sur les communes du 15 décembre 1933 ainsi que le code communal allemand du 30 janvier 1935, le principe du leader est appliqué au niveau municipal. Une nouvelle constitution d'arrondissement n'est plus créée; Les règlements de l'arrondissement pour les provinces de Prusse-Orientale et Occidentale, de Brandebourg, de Poméranie, de Silésie et de Saxe du 19 mars 1881 restent applicables.

## Communes
L'arrondissement de Grünberg comprend récemment trois villes et 63 communes, :
| - Altkessel - Bobernig - Boyadel - Bruchdorf - Buchelsdorf - Dammerau - Deutsch Kessel - Deutsch Wartenberg, ville - Drentkau - Droschkau - Eichwaldau - Fleißwiese - Friedendorf - Friedersdorf - Fürsteneich - Gabelsdorf - Groß Lessen | - Großheiden - Grünberg-en-Silésie, ville - Grünwald - Günthersdorf - Hammer - Heinersdorf - Jonasberg - Kleinitz - Kolzig - Kontopp - Krampe - Kreutz - Kühnau - Külpenau - Kunersdorf - Lache - Lansitz | - Läsgen - Lättnitz - Lawaldau - Loos - Mesche - Milzig - Nittritz - Ochelhermsdorf - Ostlinde - Ostweide - Pfalzdorf - Pirnig - Plothow - Prittag - Rothenburg-sur-l'Oder, ville - Ruden - Schäferberg | - Schertendorf - Schlabrendorf - Schlesisch Drehnow - Schlesisch Nettkow - Schloin - Schönforst - Schwarmitz - Schweinitz - Schwenten - Seedorf - Seiffersholz - Wenig Lessen - Wittgenau - Zahn - Zauche |

En 1928, les communes suivantes perdent leur indépendance :
- Deutsch Wartenberg, commune rurale, devient la ville de Deutsch Wartenberg le 1er juin 1924
- Kern, à Boyadel le 17 octobre 1928
- Lipke, le 17 octobre 1928 à Kolzig
- Ludwigsthal, le 17 octobre 1928 à Saabor
- Mittel Ochelhermsdorf, le 21 décembre 1908 à Ochelhermsdorf
- Neu Nettkau, avant 1908 à Rothenburg (Oder)
- Ober Ochelhermsdorf, le 21 décembre 1908 à Ochelhermsdorf
- Otterstädt, le 17 octobre 1928 à Kolzig

## Changements de noms de lieux
Dans l'entre-deux-guerres, les communes suivantes sont renommées :
- Hohwelze → Gabelsdorf (1936)
- Karschin → Großheiden (1936)
- Polnisch Kessel → Altkessel (1922)
- Polnisch Nettkow → Schlesisch Nettkow (1920)
- Saabor → Fürsteneich (1936)
- Sawade → Eichwaldau (1936)
- Woitscheke → Schäferberg (1936)

## Personnalités liées à l'arrondissement
- Joseph Wiedeberg (de) (né le 18 décembre 1872 à Kleinitz et mort le 31 août 1932 à Berlin) est un syndicaliste et homme politique allemand du Zentrum.
- Rudolf Sieckenius (1896-1945), général né à Ludwigsthal.
- Friedrich Schulz (1897-1976), général né à Polnisch Nettkow
- François-Guillaume de Prusse (né en 1943) entrepreneur et arrière-petit-fils du dernier empereur allemand Guillaume II, né au château de Saabor (de)